# Yamaha Aerox
La Yamaha Aerox és un model de ciclomotor (49cc) refrigerat per aigua fabricat per la marca Yamaha. El motor d'aquesta versió és de 2T de la italiana Minarelli, la seva forma aerodinàmica i futurista ha permès que el model sigui acceptat any rere any gairebé sense cap modificació important en la carrosseria, excepte canvis de color, adhesius, starter automàtic, variacions en el marcador, limitacions en el CDI a partir del 2003. Diversos anys s'ha posat a la venda edicions el disseny de les quals s'assembla a rèpliques de motos de motociclistes professionals de l'equip Yamaha de Moto GP com estategia de màrqueting per a aconseguir una major atracció del client a l'hora d'adquirir aquesta moto. Destaca per exemple la Yamaha Aerox R 46 Replica que inclou la signatura de Valentino Rossi i el text-logotip The doctor, sobrenom del pilot. En el 2013 van decidir canviar gairebé per complet el disseny, amb la nova Aerox R 2013, en 2 versions, una d'elles (Nacked) amb un marcador totalment digital.

## Especificacions
- Motor
  - Monocilíndric de 2 temps, amb refrigeració forçada per aigua
  - Cilindrada: 49,2 cc
  - Diàmetre x carrera: 40,0 x 39,2 mm
  - Relació de compressió: 7,44:1
  - Potència màxima: 2,0 kW @ 6.500 rpm
  - Parell màxim: 3,7 Nm @ 4.500 rpm
  - Lubricació: Càrter humit
  - Subministrament de carburant: Gurtner
  - Sistema d'encesa: CDI
  - Sistema d'arrencada: Elèctric i pedal
  - Sistema de transmissió: Automàtic tipus V
  - Cap. dipòsit combustible: 7,0 L
- Xassís
  - Suspensió davantera: Hidràulica amb forqueta telescòpica
  - Suspensió posterior: Hidràulica amb unitat oscil·lant
  - Fre davanter Disc: Ø 190 mm
  - Fre posterior Disc: Ø 190 mm
  - Pneumàtic davanter: 130/60-13
  - Pneumàtic posterior: 140/60-13
  - Recorregut suspensió davantera: (mm) 80 mm
  - Recorregut suspensió posterior: (mm) 60 mm
- Dimensions
  - Longitud: (mm) 1743 mm
  - Ample: (mm) 690 mm
  - Altura: (mm) 1170 mm
  - Altura del seient: (mm) 828 mm
  - Distància entre eixos: (mm) 1.256 mm
  - Distància mínima al sòl: (mm) 185 mm
  - Pes en sec sense oli ni combustible: (kg) 92 kg